# Phad kaphrao
Il phad kaphrao (in thai ผัดกะเพรา, trascritto anche pad krapow, phat kaprao, phat gaphrao ecc., traslitterazione IPA pʰàd kaʔpʰrāw; letteralmente frittura al salto con basilico sacro) è uno dei piatti più popolari della cucina thailandese. Secondo un sondaggio dell'Università Suan Dusit di Bangkok, il phad kaphrao fu nel 2020 il piatto preferito dai thailandesi, scelta dettata dal basso costo, dalla facilità di preparazione e dall'alto valore nutritivo.
Consiste nella frittura al salto dell'ingrediente principale – di solito maiale, pollo o anche manzo – in un soffritto di aglio oppure aglio e scalogno. Vengono aggiunte salse nel corso della cottura, eventuali altri vegetali e infine il basilico sacro (kaphrao), da mettere a fuoco spento o negli ultimi istanti di cottura. Viene servito con riso al vapore e, su richiesta, con uovo all'occhio di bue sul riso.

## Storia
L'Ufficio nutrizione del Dipartimento thailandese della salute ha reso noto l'esistenza di documenti risalenti al 1687 facenti parti degli archivi di Simon de la Loubère – diplomatico francese in Siam di quel periodo – che aveva conosciuto il kaphrao alla corte di re Narai e lo definì una verdura che ha un buon profumo, come il basilico. Secondo quanto riporta il Bangkok Post, si è ipotizzato che il piatto sia diventato popolare attorno al 1958. Il basilico sacro era già in uso nella cucina thai ma furono gli immigrati cinesi nel Paese che crearono il phad kaphrao, aggiungendone le foglie a peperoncino, aglio e salsa di soia scura. Inizialmente furono aggiunti anche fagioli di soia fermentati, che furono poi eliminati. Furono invece utilizzati solo in seguito la salsa di ostrica e altri vegetali che vengono talvolta aggiunti nella preparazione del piatto.

## Preparazione
Il phad kaphrao viene di solito venduto nei ristoranti o bancarelle che hanno un menù comprendente diversi altri piatti e viene cucinato espressamente dopo l'ordine. Si differenzia quindi da altri famosi piatti della cucina thai, come la som tam o il pad thai, che sono spesso l'unico piatto preparato come cibo da strada da un ambulante con alcuni degli ingredienti precotti, come i tagliolini di riso del pad thai, o già tagliati come le striscioline di papaya per la som tam.

### Ingredienti

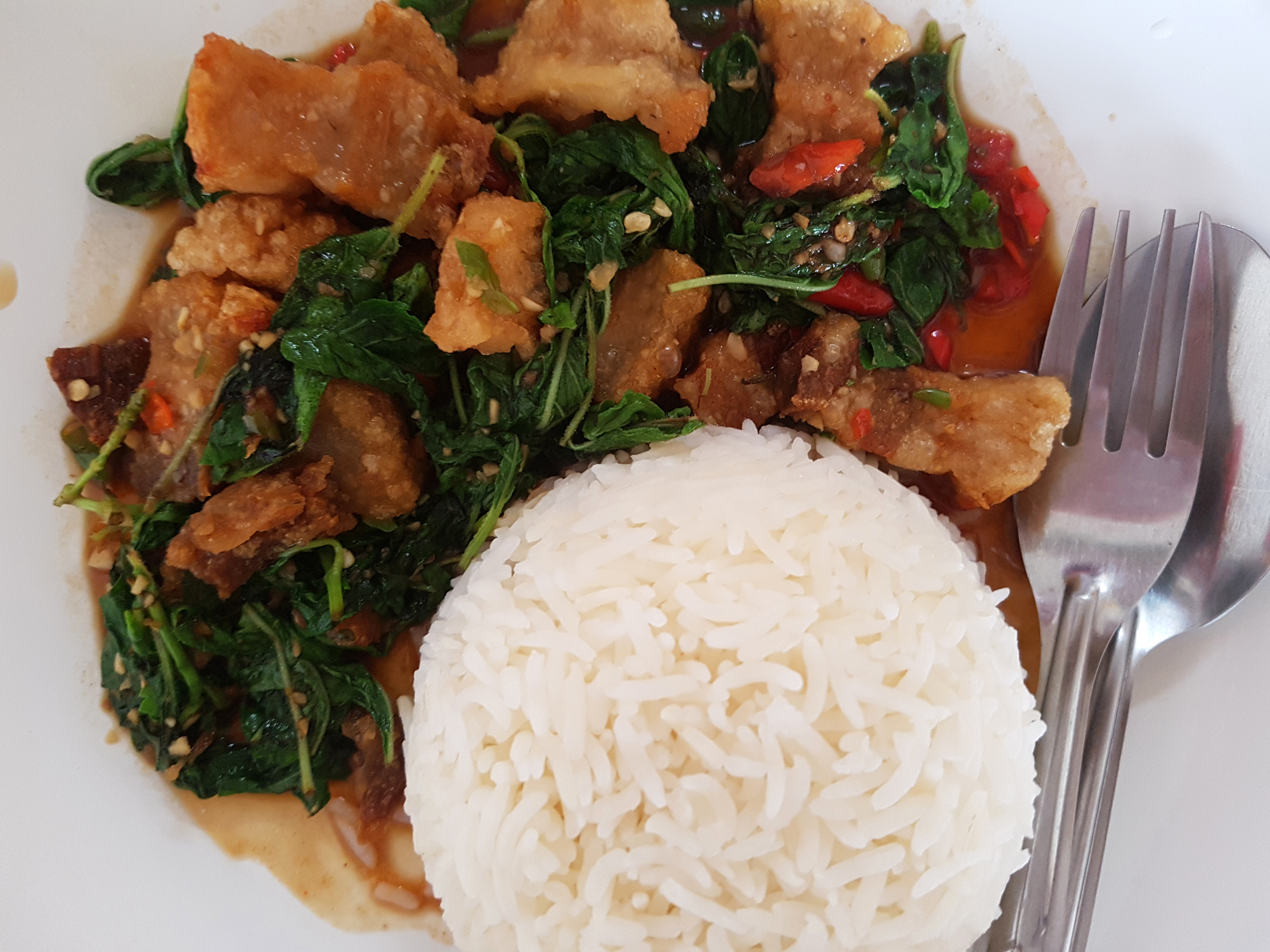
Phad kaphrao mu krop, versione con pezzi di pancia di maiale fritti e croccanti

L'ingrediente principale, oltre al basilico sacro, di solito è il pollo o il maiale, meno spesso il manzo, che risultano più saporiti se tagliati fini o tritati. Al loro posto possono essere impiegati gamberi, calamari, altri frutti di mare, tofu, funghi ecc. Il soffritto iniziale va fatto con olio vegetale, peperoncino thai e aglio pestati, secondo alcune ricette si può aggiungere scalogno pestato. Per quanto riguarda il condimento, secondo le ricette tradizionali si usa la salsa di pesce, mentre in tempi più recenti viene sostituita da salsa di soia leggera, salsa di ostriche ed eventuale salsa di soia scura per arricchire il gusto. Tra gli altri ingredienti, che variano a seconda delle molte ricette esistenti, vi sono pepe, sale, zucchero di canna e acqua.
Altri ingredienti che vengono talvolta utilizzati sono l'uovo centenario e alcuni vegetali tipici thailandesi come alcune varietà di fagiolo dall'occhio, mini pannocchiette di mais non ancora maturato, cipolle, carote, peperoni, funghi, germogli di bambù, broccolo cinese, fagiolini ecc. L'eventuale abbinamento di vegetali alla carne può essere un sistema per ridurre i costi del piatto utilizzando meno carne. Per i vegetariani, il piatto può essere cucinato sostituendo la carne con verdure, funghi o tofu, anche se resta difficile trovare salse a base di vegetali che abbiano gusti simili a quelle di pesce e di ostrica.

### Cottura

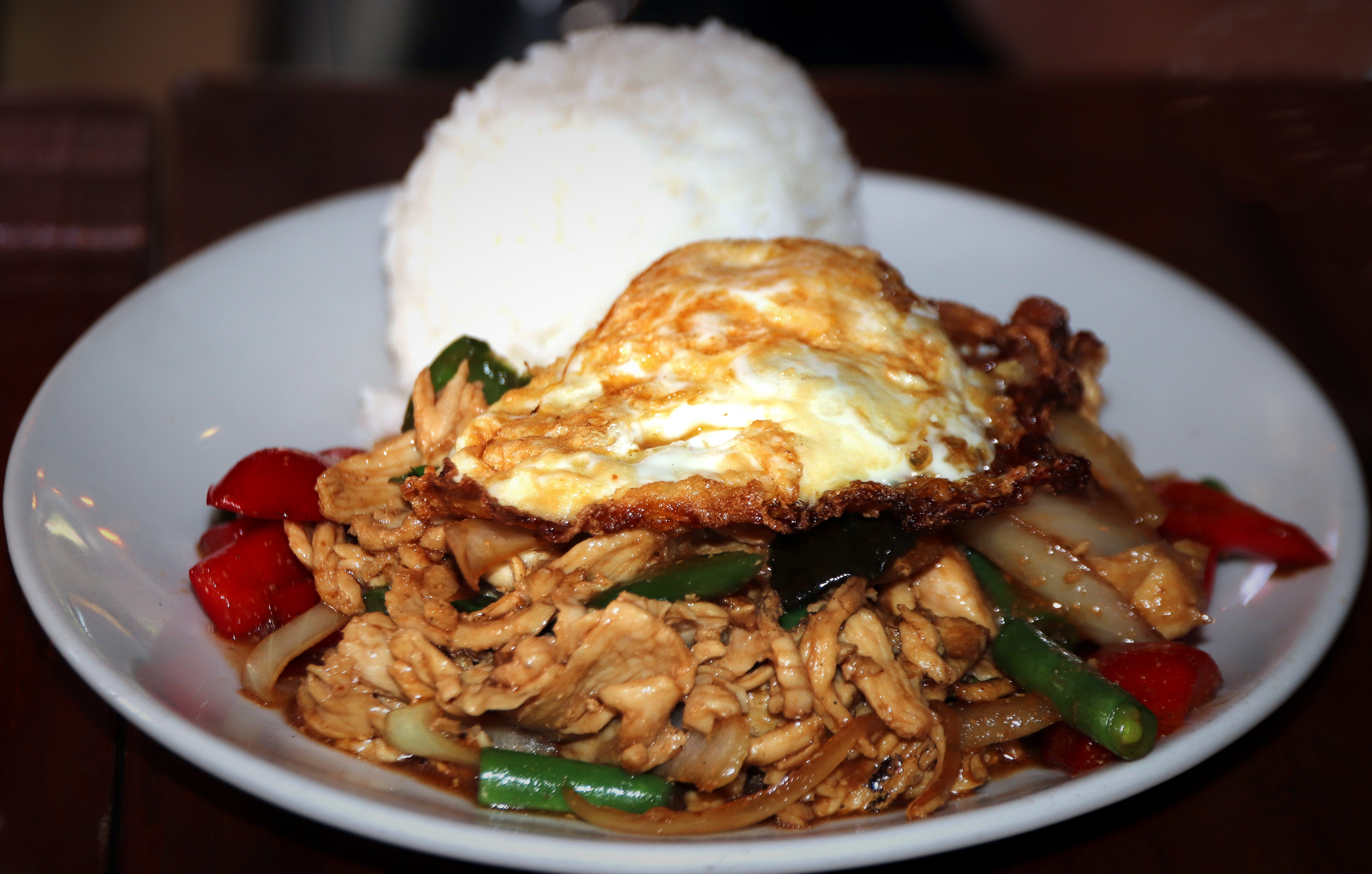
Phad kaphrao con pezzi di pollo (phad kaphrao kai)

Di seguito una ricetta per phad kaphrao con maiale macinato di uno chef thailandese:
- Amalgamare a freddo il condimento composto da salsa di soia leggera, salsa di ostrica, pepe, sale e zucchero e metterlo da parte.
- Pestare in un mortaio aglio e peperoncino, quindi scaldare una padella wok con dell'olio e mettere a friggere il pesto di aglio e peperoncino a fiamma medio-alta facendo rosolare leggermente l'aglio. A questo punto si aggiunge la carne macinata mischiando per scioglierne i grumi e continuare la frittura al salto fino a quando i liquidi saranno evaporati e la carne inizia a scurirsi.
- Spruzzare la salsa di soia scura e mischiare fino a quando la carne assume un colore scuro uniforme.
- Aggiungere il condimento preparato in precedenza, continuare a mischiare e quando la salsa si addensa spegnere il fuoco.
- Aggiungere subito il basilico che ha bisogno di calore per aumentare il sapore, ma non deve essere cucinato sul fuoco altrimenti diventa nero e perde il sapore.

Secondo l'analoga ricetta di un altro chef thailandese, un ingrediente essenziale è il lungo fagiolo dall'occhio (o il fagiolino, in caso fosse irreperibile), che va tagliato a pezzetti e aggiunto insieme al composto di salse e zucchero dopo che la carne ha iniziato a scurirsi. Al fine di creare una salsa gravy più amalgamata, densa e saporita, questa ricetta prevede inoltre la successiva aggiunta di un po' d'acqua dopo aver fatto leggermente seccare l'insieme e continuare a cuocere per meno di un minuto fino a quando la salsa risultante si rapprende.

### Servizio in tavola
Il phad kaphrao va servito in un piatto con a fianco del riso al vapore, preferibilmente il riso Jasmine thailandese o simili. Se richiesto, va aggiunto un uovo all'occhio di bue (ไข่ดาว khai dao) sopra al riso, come tradizionalmente i thailandesi consumano la pietanza. Per i palati più forti si mette in tavola un recipiente con la salsa phrik nam pla, un mix a crudo di salsa di pesce, succo di limetta (o limone), aglio e molti peperoncini thai tagliati fini.

## Proprietà
Un piatto di phad kaphrao con il riso fornisce mediamente da 350 a 400 kcal, che possono variare a seconda dell'ingrediente principale, della quantità di riso e di olio ecc. Il peperoncino e il basilico contengono molti antiossidanti, aiutano a ridurre grasso e coaguli di grasso nelle arterie, abbassano i livelli di zucchero nel sangue ecc. Queste proprietà sono accentuate se si utilizza il basilico sacro rosso a foglie piccole, che ha anche un sapore particolarmente gradevole. L'eventuale aggiunta dell'uovo fritto, in particolare del tuorlo, alza invece il livello di colesterolo.

## Varianti

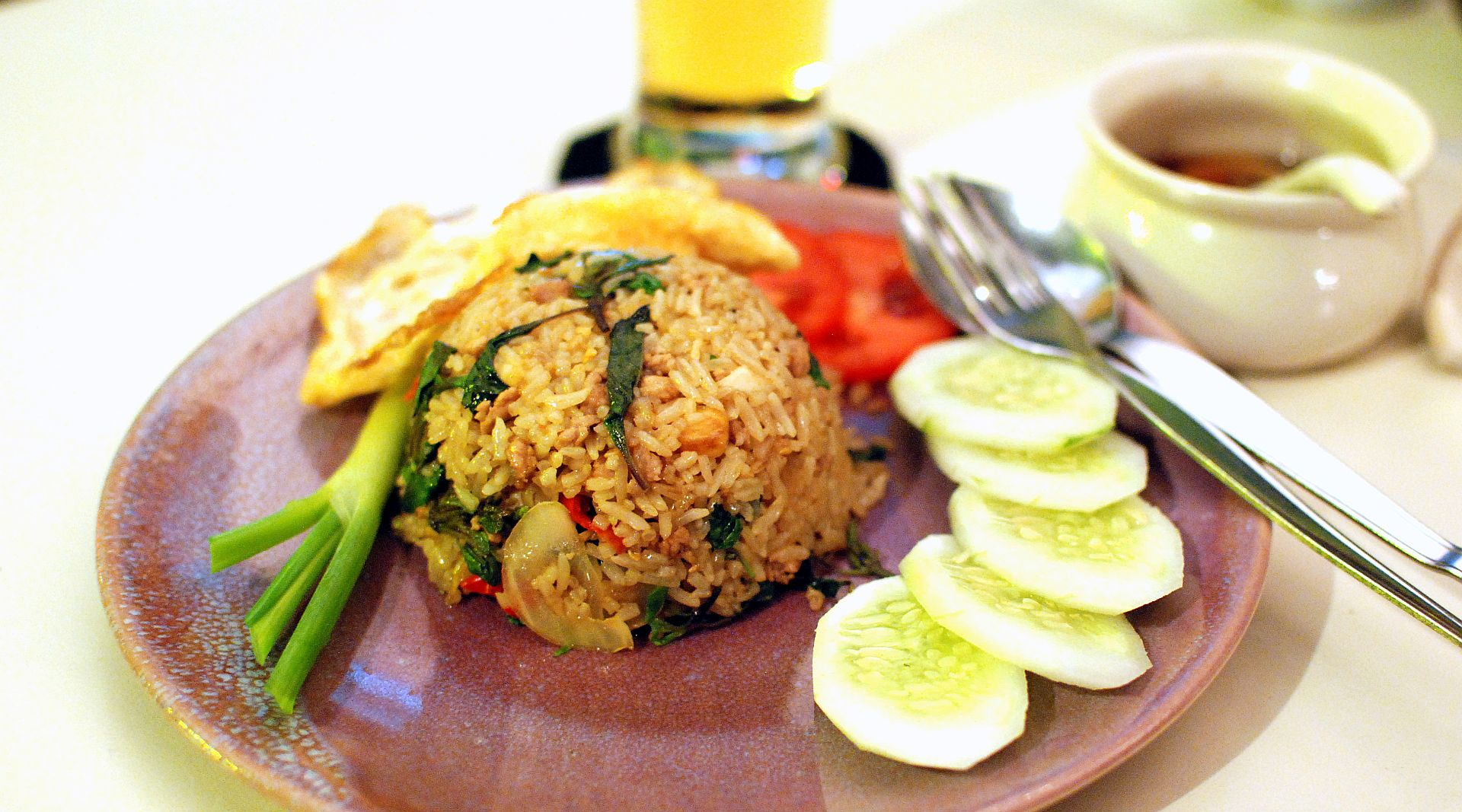
Khao pad kaphrao mu, riso fritto al basilico, in questo caso con maiale

- Phad kaphrao kai (ผัดกะเพราไก่) – con pollo a fette
- Phad kaphrao kai sap (ผัดกะเพราไก่สับ) – con pollo macinato
- Phad kaphrao mu (ผัดกะเพราหมู) – con maiale a fette
- Phad kaphrao mu sap (ผัดกะเพราหมูสับ) – con maiale macinato
- Phad kaphrao mu krop (ผัดกะเพราหมูกรอบ) – con pancia di maiale fritta e croccante
- Phad kaphrao nuea (ผัดกะเพราเนื้อ) – con manzo a fette
- Phad kaphrao nuea sap (ผัดกะเพราเนื้อสับ) – con manzo macinato
- Phad kaphrao lukchin (ผัดกะเพราลูกชิ้น) – con palle di carne
- Phad kaphrao kung (ผัดกะเพรากุ้ง) – con gamberi
- Phad kaphrao pla muek (ผัดกะเพราปลาหมึก) – con calamari
- Phad kaphrao ruam mit (ผัดกะเพรารวมมิตร) – con carne e frutti di mare
- Phad kaphrao ruam mit thale (ผัดกะเพรารวมมิตรทะเล) – con frutti di mare
- Phad kaphrao khai yiao ma (ผัดกะเพราไข่เยี่ยวม้า) – con uovo centenario
- Phad kaphrao het (ผัดกะเพราเห็ด) – con funghi
- Phad kaphrao tahuu (ผัดกะเพราเต้าหู้) – con tofu

Una versione particolare è quella di friggere al salto gli ingredienti scelti assieme a del riso Jasmine cotto in precedenza al vapore, ottenendo una raffinata versione di riso fritto al basilico (khao pad kaphrao).